# Gustavo Rearte

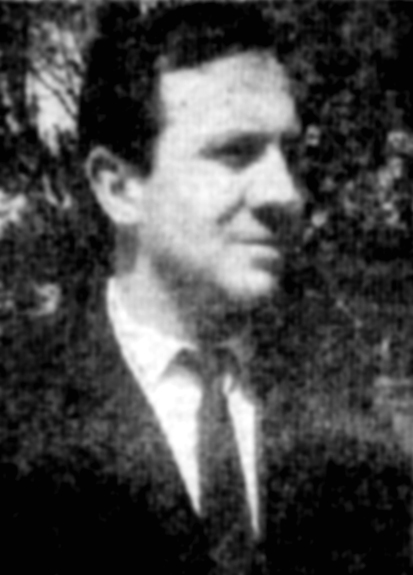
Gustavo Rearte. Fundador de la Juventud Peronista. Falleció el 1 de julio de 1973.

Gustavo Rearte (Buenos Aires, 25 de julio de 1931 - íd., 1 de julio de 1973) fue un dirigente político y sindical argentino, una de las figuras más destacadas del ala izquierda del peronismo, y fundador de la Juventud Peronista en 1957 e integrante de su primera mesa ejecutiva. Cuando Lonardi, Aramburu y Rojas derrocan a Perón en el '55, fue uno de los jóvenes trabajadores peronistas que integran los numerosos Comandos de la Resistencia, formando parte del Comando Juan José Valle. La lucha por la vuelta de Perón y contra el régimen dictatorial lo llevó a encontrarse y juntarse con otros militantes peronistas: Carlos Caride, Jorge Rulli, Envar El Kadri, Susana Valle, Felipe Vallese, etc. Rearte era obrero en la SIAM, luego ingresó a Jabón Federal y llegó a ser secretario general del Sindicato de Jaboneros y Perfumeros. En enero de 1959 estuvo con la dirigencia combativa organizadora de la toma del frigorífico Lisandro de la Torre  para evitar la privatización dispuesta por el gobierno del presidente Arturo Frondizi. Tras la represión fue preso.

## La organización inicial de la JP
En 1960, Rearte, El Kadri, Rulli y Vallese, entre otros, participan de la primera acción de resistencia armada urbana, que firmaron bajo la sigla Ejército Peronista de Liberación Nacional: el ataque a una guardia de la Aeronáutica en Ciudad Evita. 
La JP envía a Rearte a Montevideo a establecer contacto con los exiliados peronistas. Allí se reúne con John William Cooke, jefe del Comando Táctico de la Resistencia Peronista. Cuando regresa, es baleado por una comisión policial en la esquina de Rodríguez Peña y Sarmiento, en el centro de la Capital Federal y encarcelado. Sucesivamente, pasa por las cárceles de Devoto, Caseros y Olmos.
En julio de 1963, el gobierno radical de Arturo Illia promulga una amnistía para todos los presos políticos. Son liberados, entre otros, los iniciales fundadores de la Juventud Peronista Rearte, Rulli, Spina y El Kadri, quienes se abocan a reorganizar la JP, que había sufrido duros golpes por la represión implementada por el Plan CONINTES (Plan de Conmoción Interna del Estado - Decreto 2.628/13 de marzo de 1960 - Gobierno radical de Arturo Frondizi).En julio de 1963, el gobierno de José M. Guido promulga una amnistía para los presos políticos.

### Movimiento Revolucionario Peronista
Movimiento Revolucionario Peronista (MRP). El 5 de agosto de 1964, durante el gobierno de Arturo Illia y mientras se desarrollaban sucesivos "planes de lucha" por parte de la CGT, se reunió en Buenos Aires el plenario del Movimiento Revolucionario Peronista, en la sede sindical de Yatay 129. Habló Eduardo J. Salvide, por la Juventud Revolucionaria Peronista, quien dio lectura al Manifiesto Revolucionario.En ese Congreso fundacional se hallaban presentes varios directivos sindicales y políticos. Armando Jaime fue uno de los miembros fundadores del Movimiento Revolucionario Peronista (MRP) junto a figuras como Mario Vallota y Gustavo Rearte, y luego del FRP , junto a Juan Carlos Arroyo.
En esa oportunidad, Gustavo Rearte leyó una extensa Declaración de Principios que él había redactado.

### Frente Revolucionario Peronista
Frente Revolucionario Peronista (FRP). En noviembre de 1973 varias organizaciones peronistas se reunieron en la ciudad de Córdoba estando presentes todas las regionales del FRP (Salta, Jujuy, Tucumán, Santiago del Estero, Santa Fe, Capital Federal y Provincia de Buenos Aires); Unidades Básicas Revolucionarias de Córdoba; Bloque de Agrupaciones Peronistas de Paraná; Juventud Revolucionaria Peronista de Jujuy; Juventud Peronista de Salta; Juventud Trabajadora Peronista de Salta; Agrupación Revolucionaria de Estudiantes Peronistas (AREP) de Tucumán; Centro Villero Peronista de Tucumán; Juventud Revolucionaria Peronista de Tucumán; Frente de Estudiantes Revolucionarios Peronistas (FERP) de Buenos Aires; y distintas Unidades Básicas de Capital Federal, Rosario, e interior del país, y resolvieron unificarse bajo la denominación de Frente Revolucionario Peronista. En esa reunión se estableció  la posición política de la organización en la coyuntura del país.

### Movimiento Revolucionario 17 de octubre
Gustavo Rearte fue uno de los fundadores del Movimiento Revolucionario 17 de octubre (MR-17), que firmaba un comunicado del MR-17, en enero de 1970.
En un comunicado difundido el 1 de enero de 1974 establecía su posición política frente a los hechos de la coyuntura y se incluía en el Peronismo Revolucionario.A los intentos de dividir al pueblo para impedir la liberación, es preciso responder con la unidad del pueblo para alcanzar la liberación.